# Lancaster Challenger
Il Lancaster Challenger è stato un torneo professionistico di tennis giocato su campi in cemento. Faceva parte dell'ATP Challenger Series. L'unica edizione si è disputata a Lancaster (Pennsylvania) negli Stati Uniti.

## Albo d'oro

### Singolare
| Anno | Campione        | Finalista    | Punteggio     |
| ---- | --------------- | ------------ | ------------- |
| 1978 | Erik Van Dillen | Kevin Curren | 6–4, 6–7, 7–6 |

### Doppio
| Anno | Campioni                   | Finalisti                  | Punteggio |
| ---- | -------------------------- | -------------------------- | --------- |
| 1978 | Matt Mitchell William Maze | Peter Rennert Kevin Curren | 7–5, 6–3  |